# Bourdeilles
 Bourdeilles  (en occitano Bordelha) es una población y comuna francesa, situada en la región de Aquitania, departamento de Dordoña, en el distrito de Périgueux y cantón de Brantôme. La localidad es atravesada por el río Dronne.

## Demografía
| 803 | 721 | 654 | 728 | 811 | 777 |
| Para los censos de 1962 a 1999 la población legal corresponde a la población sin duplicidades (Fuente: INSEE [Consultar]) |     |     |     |     |     |